# Challenge One
Challenge One (arabe : تحدي 1 soit Tahaddi ouahed) est un nano-satellite artificiel tunisien, lancé le 22 mars 2021 depuis le cosmodrome de Baïkonour, au Kazakhstan, à bord d'une fusée russe Soyouz-2.
Avec Challenge One, la Tunisie devient le premier pays du Maghreb et le sixième en Afrique, à fabriquer son propre satellite.

## Historique
Challenge One est le premier satellite tunisien à avoir été lancé. Il est construit par le groupe Telnet, qui emploie des ingénieurs tunisiens.
Le satellite a coûté 1,6 million d'euros (soit cinq millions de dinars tunisiens).
Le président tunisien Kaïs Saïed a effectué le 4 mars 2021 une visite au siège de Telnet, où il a découvert les activités du groupe et s'est informé auprès de son directeur, Mohamed Frikha, du lancement du satellite.

## Caractéristiques
Challenge One est un nano-satellite de format CubeSat 3U. Il est constitué de trois cubes de dix centimètres de côté, d'une masse totale de près de quatre kilos.
Sa mission principale est liée à l'Internet des objets. Il est le premier exemplaire d'une constellation de satellites qui doit, d'ici 2023, en comporter trente.
Il est le premier satellite à utiliser le protocole de télécommunication LoRaWAN,.